# Johann III. (Prag)
Johann III. (tschechisch: Jan. III.; † 21. Oktober 1278) war Bischof von Prag.

## Leben
Johann entstammte väterlicherseits einem niederen Adelsgeschlecht. Seine Mutter war eine geborene von Dražice und Schwester des Bischofs Johann II. von Dražice.
Nach dem Tod des Prager Bischofs Nikolaus von Újezd wurde Johann am 1. Februar 1258 zu dessen Nachfolger gewählt und am 12. Mai 1258 in Wien geweiht. Er soll ein treuer Anhänger des böhmischen Königs Ottokar II. Přemysl gewesen sein und an dessen Familienfeiern sowie Verhandlungen mit politischen Partnern teilgenommen haben. 1264 weihte Johann die Königskapelle zu Allerheiligen auf der Prager Burg ein. 1266 erhielt er vom Papst Clemens IV. den Auftrag, vom Herzog Heinrich von Niederbayern die Rückgabe der dem Salzburger Erzbischof Wladislaw geraubten Güter zu verlangen. 1267 nahm an der vom päpstlichen Legaten einberufenen Synode in Wien, 1274 am Zweiten Konzil von Lyon teil.
Am Veitsdom veranlasste er verschiedene Arbeiten: 1269 wurde die Kanzel errichtet und ein Jahr später der eingestürzte Kirchturm wieder aufgebaut, 1276 das Dach mit Steinplatten gedeckt und zwei neue Glasfenster mit Szenen aus dem Alten und dem Neuen Testament eingesetzt.
Mehrere Klostergründungen gehen auf seine Amtszeit zurück, darunter so bedeutende wie Hohenfurth und Goldenkron. Die von seinem Vorgänger gegründete bischöfliche Kanzlei wurde erweitert. Die aus dieser Zeit vorhandenen Urkunden betreffen geistliche und wirtschaftliche Angelegenheiten.